# スター・ウォーズ ダークフォース
スター・ウォーズ ダークフォース（Star Wars Dark Forces）は、ルーカスアーツ社が映画『スター・ウォーズ・シリーズ』を題材にMacintosh向けに開発・発売した一人称視点のファーストパーソン・シューティングゲームである。1996年にはプレイステーション版も発売され、日本では1997年にビーピーエスから発売された。

## 概要
スター・ウォーズゲーム初のファーストパーソン・シューティングゲームとして、1993年9月に開発プロジェクトが始まり、1995年にMacintoshにて発売された。評価は高く、同時期に発売されていたDOOMのゲームエンジンを超えたと話題となり、数々のゲーム賞も受賞された。DOOMと比べて、ステージは起伏に豊んでいて、上下照焦が出来たり、ジャンプや、しゃがんで進むなどの行動が出来る。素手で殴るから、武器はブラスター銃などの銃器がメイン。扉を開けるためのキーが必要だったり、パスワードを入力しないと開かない扉もある。プレイステーション版はMacintosh版と比べるとややグラフィックが荒い面やフレームレートが低いなど問題点もあったが家庭用機種の移植作としてはこちらもなかなか好評だった。
好評につき、1997年にMicrosoft Windowsで続編『Star Wars Jedi Knight: Dark Forces II』が発売され、その後もシリーズ化されている。続編以降はライトセーバーを武器に出来た。
主人公は帝国軍スター・デストロイヤー艦内に潜入し、デス・スターの設計図を入手することを命じられた。帝国軍の暗黒面に忠誠を誓った兵士達との銃撃戦の中、帝国軍秘密基地に乗り込み、地下独房から囚われていた人々を救出することになる。しかし、そこにはモーク提督率いる精鋭部隊ダークトゥルーパーが待ち受けていた。
主人公は反乱同盟軍の傭兵・スパイ、カイル・カターンとなり、帝国軍が開発したストームトルーパーのドロイド兵士、ダークトルーパー開発プロジェクト阻止する為、帝国軍に立ち向かう。